# Александровка (Потсдам)

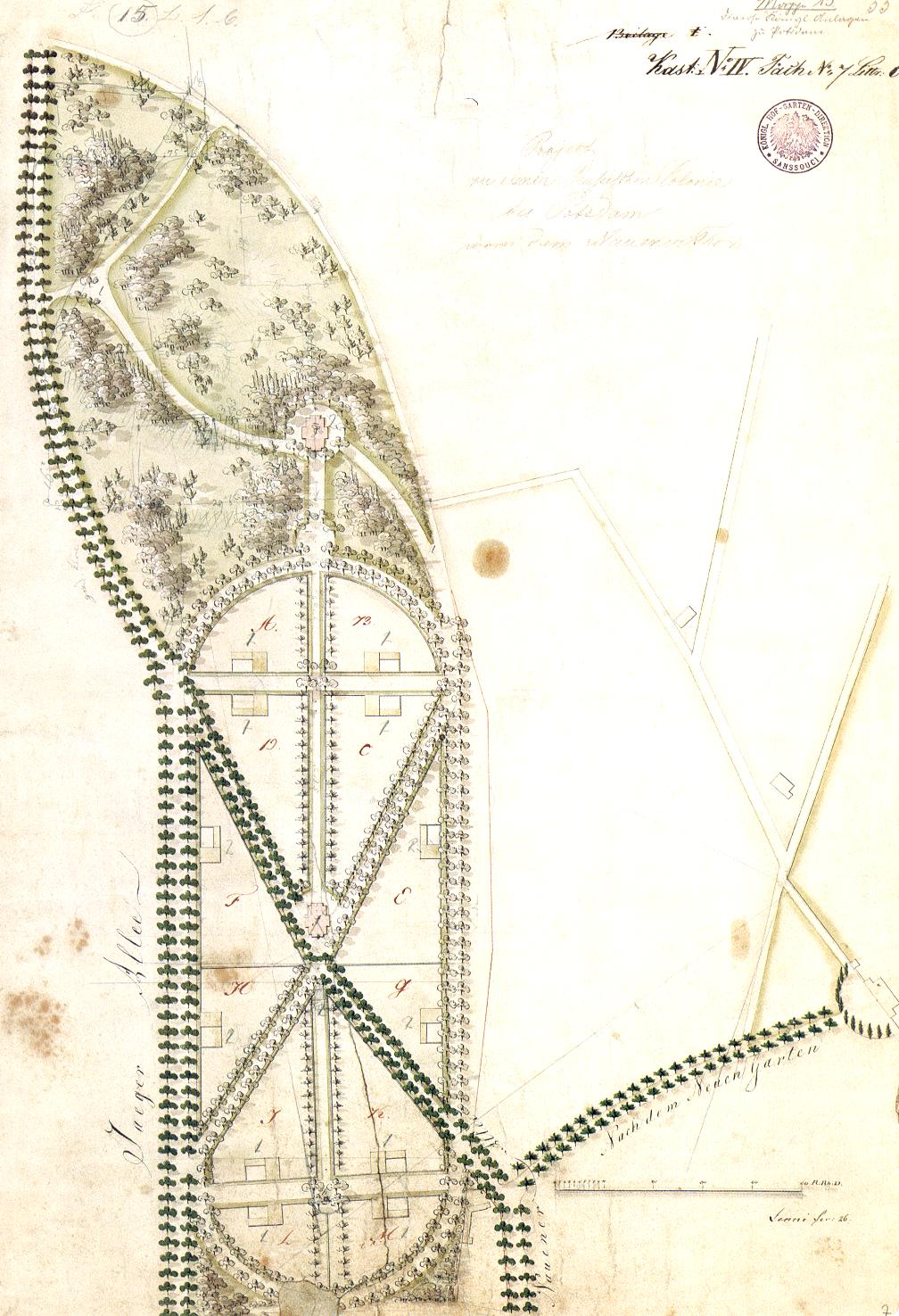
Рисунок Петера Йозефа Ленне, 1826

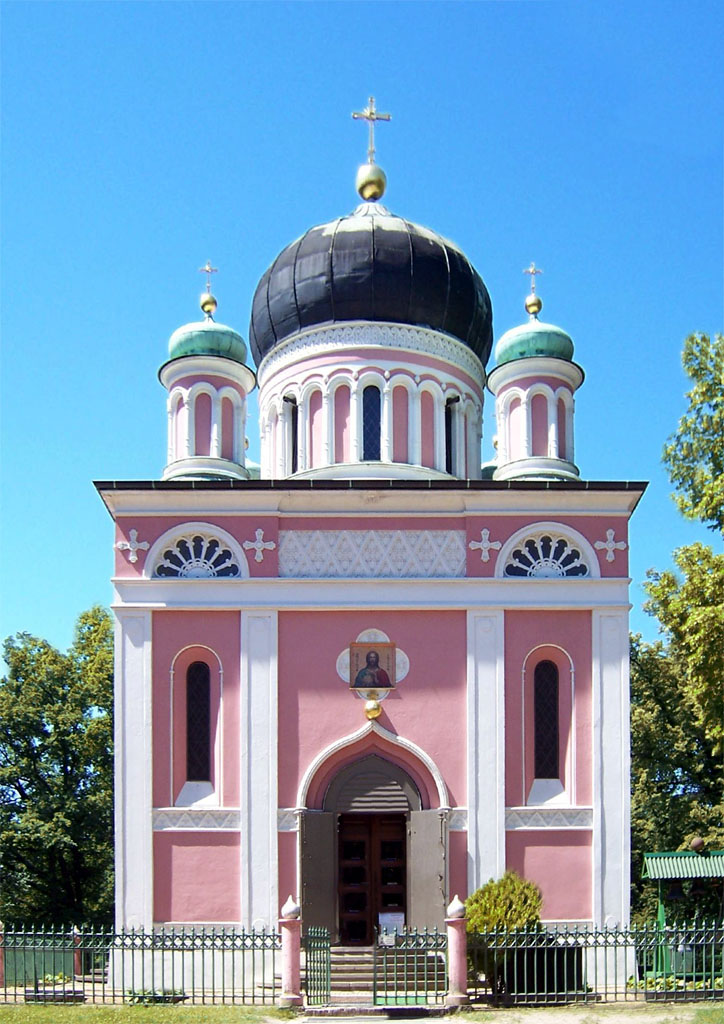
Александро-Невский храм работы В. П. Стасова — самый ранний из сохранившихся памятников русского стиля

Ру́сская коло́ния Алекса́ндровка (нем. Russische Kolonie Alexandrowka) — посёлок, построенный в 1826—1827 годах в северной части Потсдама согласно указу короля Пруссии Фридриха Вильгельма III для последних двенадцати певцов русского солдатского хора. Александровкой русская колония в Потсдаме была названа в честь умершего 1 декабря 1825 года русского императора Александра I в знак родственных и дружественных отношений между Гогенцоллернами и Романовыми. В 1999 году архитектурный комплекс Александровка был включён ЮНЕСКО в список Всемирного наследия ЮНЕСКО.

## История потсдамской Александровки
В 1806 году прусско-саксонские войска потерпели сокрушительное поражение от армии Наполеона в битве при Йене и Ауэрштедте. Побеждённой Наполеоном Пруссии в 1812 году был навязан союз с Францией против России.
62 русских солдата из более чем тысячи попавших в плен к французам в России в 1812 году остались в октябре 1812 года в Потсдаме. Из них был образован хор, формально причисленный к первому прусскому гвардейскому полку. После заключения 30 декабря 1812 года договора о взаимном нейтралитете — Таурогенской конвенции — Пруссия и Россия весной 1813 года объединились в борьбе против Франции, а из большей части пленных русских солдат по приказу прусского короля был сформирован отдельный полк. Под совместным командованием русские военнопленные и прусские дезертиры сражались против Наполеона. Потсдамский хор русских военнопленных развлекал короля в его военном лагере. На места выбывших певцов в 1815 году были набраны гренадеры из русского полка: император Александр I не только позволил солдатскому хору остаться в Пруссии, но и предоставил семь гренадеров из своего полка для гвардии прусского короля.
Когда в 1825 году император Александр I умер, в живых в Потсдаме оставалось ещё 12 певцов русского хора. 10 апреля 1826 года Фридрих Вильгельм III своим указом в непреходящую память об узах дружбы, связывавших короля с императором России, учредил близ Потсдама колонию, которую велел заселить предоставленными Александром русскими певцами и назвать Александровкой. В 1827 году русские новосёлы переехали в полностью меблированные дома. В Александровке для них уже даже были разбиты сады, а на каждое хозяйство выделили по корове. Колонистам не разрешалось распоряжаться земельными участками самостоятельно, но их можно было передавать по наследству сыновьям.
На близлежащей горе Капелленберг был возведён православный Александро-Невский храм, его освящение прошло в сентябре 1829 года. Рядом с церковью расположен четырнадцатый дом, где проживал королевский лакей из России Тарновский.
Последний из певцов умер в 1891 году. В 1927 году, спустя сто лет после учреждения русской колонии, в ней проживало лишь четыре семьи прямых потомков русских солдат, а после земельной реформы таких семей осталось всего две. На сегодняшний день в Александровке проживает лишь одна семья Григорьевых. До национализации имущества Гогенцоллернов в 1926 году колония находилась в личной собственности прусского королевского дома в ведении первого гвардейского полка. После роспуска полка после 1919 года содержание Александровки было возложено на дом Гогенцоллернов. До 1945 года в Александровке сохраняли силу права и обязанности жителей колонии, установленные ещё при короле. Кардинальные изменения в правовом статусе колонии и её обитателей наступили лишь после оккупации советскими войсками и в период существования ГДР. После объединения Германии в 1990 году большинство домов перешло в частную собственность.

## Архитектура
Отказавшись от двух совершенно разных проектов, директор садов Петер Йозеф Ленне придал будущей Александровке очертания ипподрома с Андреевским крестом внутри, на пересечении перекладин которого находился дом старшины. Этот проект был реализован под руководством придворного садовника Иоганна Георга Морша Старшего.
Проект представляет собой прусскую интерпретацию рисунка русского архитектора итальянского происхождения Карло Росси. В 1815 году Росси работал над проектом «типичной русской» деревни в парке в Павловске для императрицы Марии Фёдоровны и в 1818 году во время визита к ней прусского короля передал ему эскиз. Войсковые мастера всех прусских гвардейских полков строили фахверковые дома с облицовкой под русские избы.
В посёлке было возведено всего двенадцать подворий с одно- и двухэтажными домами, двухэтажный дом смотрителя без сада и дом при церкви, где на верхнем этаже проживал старшина королевской чайной.
По русскому образцу крыши домов надо было крыть соломой, но в прусском варианте кровлю сделали из деревянной обшивки, а в конце XIX века заменили на шифер. Каждое подворье состояло из жилого дома с балконом и выдвинутой вперёд верандой, который крытым въездом соединялся с небольшой конюшней.
В 2005 году в доме № 2 открылся музей Александровки, посвящённый истории и архитектуре посёлка.

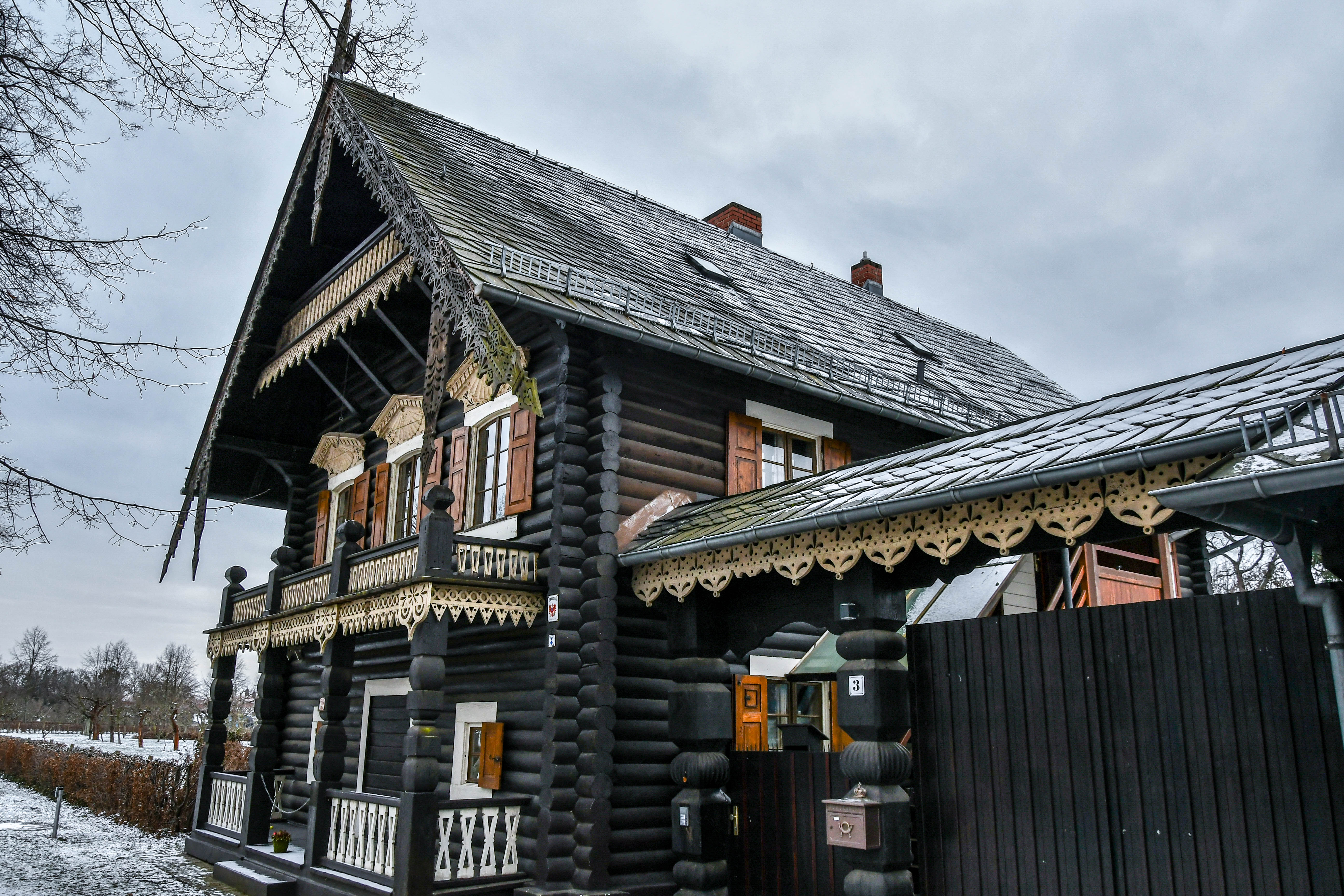
Александровка Потсдам